# WASP-2
WASP-2 é um sistema de estrela binária na constelação de Delphinus localizado a cerca de 500 anos-luz de distância.
A primária é uma estrela anã laranja de magnitude magnitude 12, orbitada por uma estrela anã vermelha em uma órbita ampla. O sistema estelar mostra um excesso de ruído infravermelho de origem desconhecida.